# Ikara
«Икара» (англ. Ikara) — противолодочный ракетный комплекс, разработанный компаниями Австралии и Великобритании в начале 1960-х годов, для вооружения надводных кораблей. Состоял на вооружении ВМС Великобритании, ВМС Австралии, ВМС Бразилии, ВМС Чили и ВМС Новой Зеландии. Разработка комплекса началась в Австралии в конце 1950-х годов силами местной фирмы Aerospace Technologies Australia, позднее к работам подключилась британская компания British Aerospace. В 1960-х годах комплекс «Икара» считался весьма совершенным оружием, так как он заметно превосходил американский ПЛРК ASROC по целому ряду параметров — дальности стрельбы, возможности коррекции траектории в ходе полёта ракеты, меньшей массой пусковой установки, что позволяло размещать её на небольших кораблях. В 1970-х годах велись работы по созданию усовершенствованного комплекса Super Ikara, но на вооружение он не поступил.

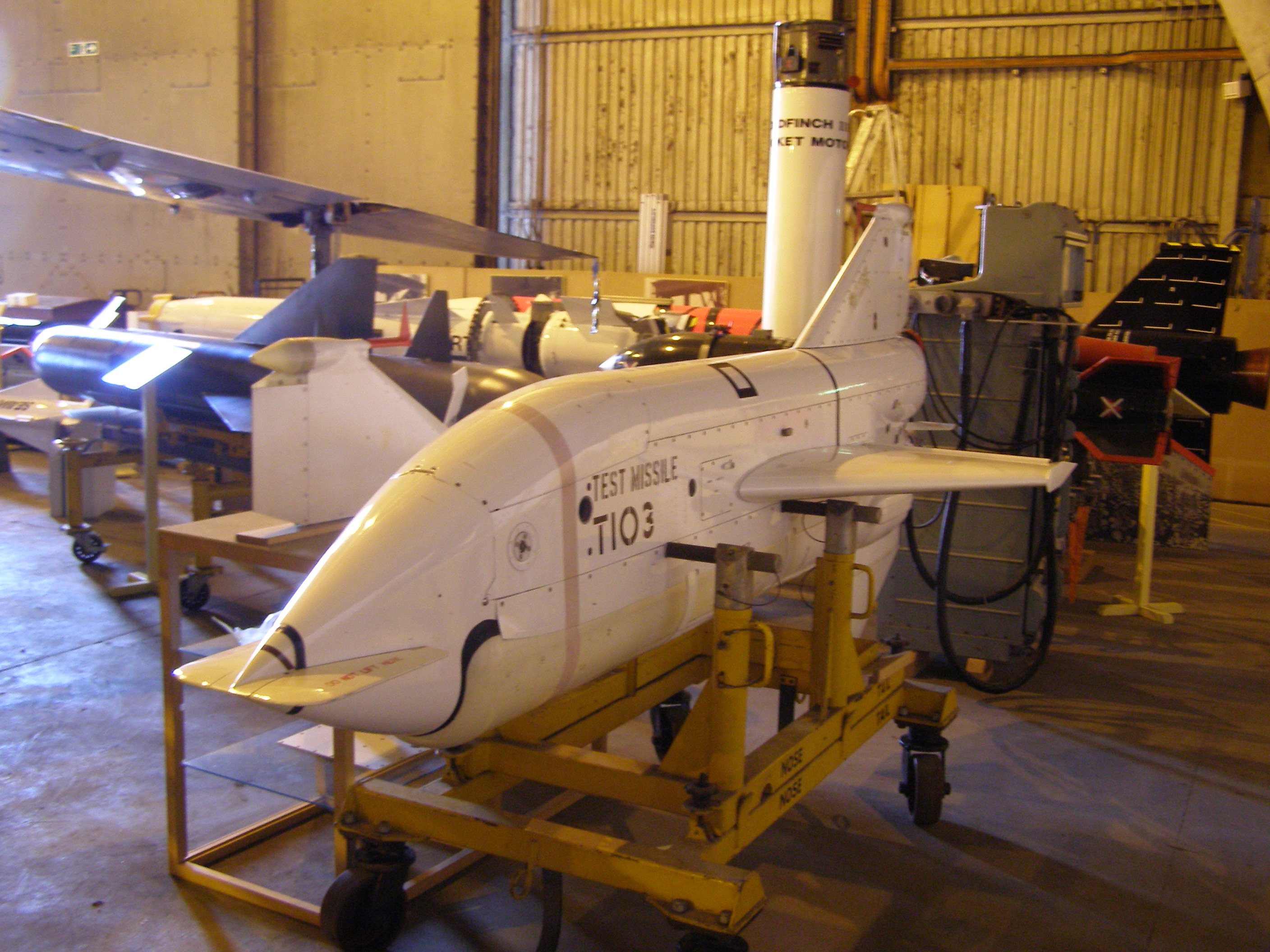
Противолодочная ракета «Икара».

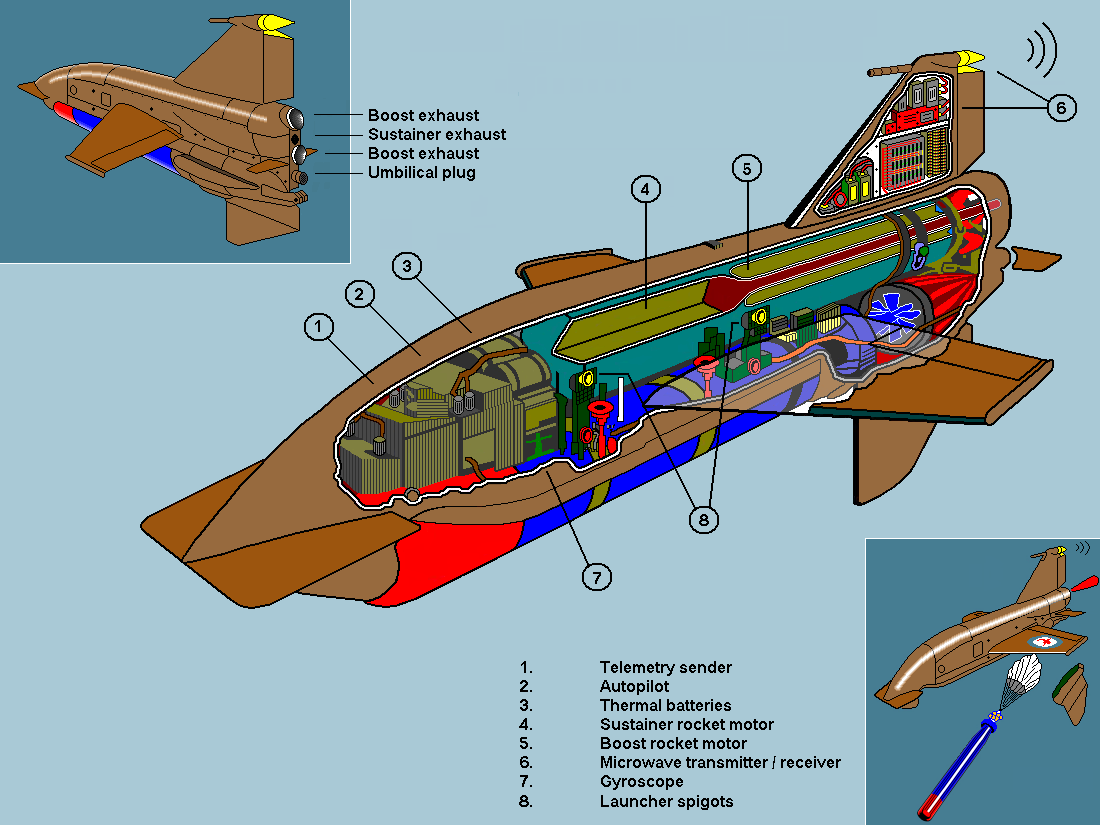
Противолодочная ракета «Икара». Схема.